# William W. Link

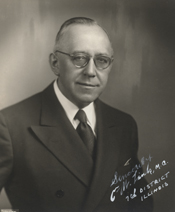
William W. Link

William Walter Link (* 12. Februar 1884 in Swiec, Polen; † 23. September 1950 in Chicago, Illinois) war ein US-amerikanischer Politiker. Zwischen 1945 und 1947 vertrat er den Bundesstaat Illinois im US-Repräsentantenhaus.

## Werdegang
Im Jahr 1897 kam William Link mit seinen Eltern aus seiner polnischen Heimat nach Chicago, wo er die öffentlichen Schulen besuchte. Anschließend studierte er am dortigen Lewis Institute das Ingenieurwesen. Zwischen 1912 und 1932 arbeitete er im Lackierergeschäft. Außerdem stieg er in das Bankgewerbe ein. Gleichzeitig schlug er als Mitglied der Demokratischen Partei eine politische Laufbahn ein. Zwischen 1933 und 1936 war er Präsident des lokalen Ausschusses zur Verbesserung der Infrastruktur von Chicago. Außerdem fungierte er seit 1932 als Generalsekretär der Polish-American Democratic Organization. In den Jahren 1942 und 1943 arbeitete er als Chief Clerk bei der Verwaltung am Superior Court im Cook County. In den Jahren 1943 und 1944 amtierte er als Vizepräsident der Civil Service Commission in diesem Bezirk.
Bei den Kongresswahlen des Jahres 1944 wurde Link im siebten Wahlbezirk von Illinois in das US-Repräsentantenhaus in Washington, D.C. gewählt, wo er am 3. Januar 1945 die Nachfolge des zwischenzeitlich verstorbenen Leonard W. Schuetz antrat. Da er im Jahr 1946 nicht bestätigt wurde, konnte er bis zum 3. Januar 1947 nur eine Legislaturperiode im Kongress absolvieren. In dieser Zeit endete der Zweite Weltkrieg.
Nach dem Ende seiner Zeit im US-Repräsentantenhaus betätigte sich William Link im Bankgewerbe. Er wurde einer der Direktoren der Manufacturer’s National Bank of Chicago. Außerdem interessierte er sich für soziologische Angelegenheiten. Er starb am 23. September 1950 in Chicago.